# Мариамна (дъщеря на Агрипа I)
Вижте пояснителната страница за други личности с името Мариамна.
Мариамна (Mariamne; * 34 г.; до 65 г.) е дъщеря на Ирод Агрипа I и съпругата му Кипро (Kypros). Произлиза от Иродската династия и е правнучка на Ирод Велики.
Мариамна е сестра на Ирод Агрипа II, Береника и Друзила.
Тя е сгодена от баща си за комагенския гръцки принц Гай Юлий Архелай Антиох Епифан (38 – 92), първият син на цар Антиох IV от Комагена. Между 49/50 се жени и има с него дъщеря Береника (* ок. 50 г.). Жени се втори път за Деметрий.